# (1862) Аполлон
(1862) Аполло́н (лат. Apollo) — небольшой околоземный астероид, возглавляющий группу аполлонов и принадлежащий к редкому спектральному классу Q. Он обладает настолько вытянутой орбитой, что в процессе своего движения вокруг Солнца пересекает орбиты сразу трёх планет: Венеры, Земли и Марса. Он является первым открытым астероидом, пересекающим орбиту Земли. Он был обнаружен 24 апреля 1932 года немецким астрономом Карлом Рейнмутом в Хайдельберге в Германии и назван в честь Аполлона, одного из главных богов древнегреческой мифологии.

Орбита астероида Аполлон и его положение в Солнечной системе
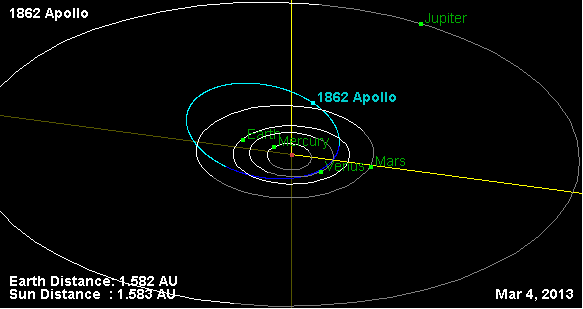
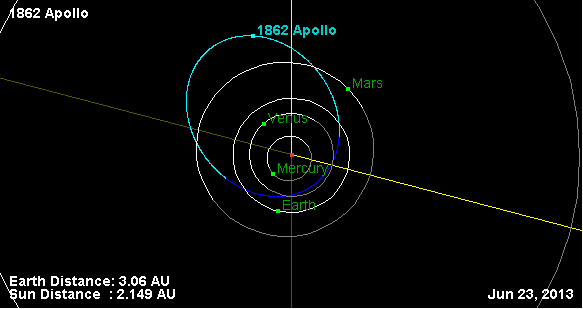

Этот астероид является первым открытым представителем группы аполлонов, названных впоследствии по его имени. Хотя по нумерации астероид (1566) Икар, тоже входящий в эту группу, опережает его, но на самом деле (1566) Икар всё же был открыт позднее (1862) Аполлон. А в 2007 году, при анализе кривой блеска этого астероида, впервые было выявлено действие YORP-эффекта.

## Спутник
С помощью радиолокационных наблюдений в обсерватории Аресибо 4 ноября 2005 года было обнаружено, что Аполлон сопровождается небольшой луной. Спутник имеет диаметр около 75 метров и движется на расстоянии около 3 км от астероида. Стандартное временное обозначение спутника S/2005 (1862) 1.